# Francis John Brennan
Francis John Joseph Brennan (Shenandoah, 7 maggio 1894 – Filadelfia, 2 luglio 1968) è stato un cardinale statunitense.

## Biografia
Nacque il 7 maggio 1894 a Shenandoah, da James Brennan e Margaret Connors.
Papa Paolo VI lo elevò al rango di cardinale nel concistoro del 26 giugno 1967.
Morì il 2 luglio 1968 all'età di 74 anni.

## Genealogia episcopale
La genealogia episcopale è:
- Cardinale Scipione Rebiba
- Cardinale Giulio Antonio Santori
- Cardinale Girolamo Bernerio, O.P.
- Arcivescovo Galeazzo Sanvitale
- Cardinale Ludovico Ludovisi
- Cardinale Luigi Caetani
- Cardinale Ulderico Carpegna
- Cardinale Paluzzo Paluzzi Altieri degli Albertoni
- Papa Benedetto XIII
- Papa Benedetto XIV
- Papa Clemente XIII
- Cardinale Marcantonio Colonna
- Cardinale Giacinto Sigismondo Gerdil, B.
- Cardinale Giulio Maria della Somaglia
- Cardinale Carlo Odescalchi, S.I.
- Cardinale Costantino Patrizi Naro
- Cardinale Lucido Maria Parocchi
- Papa Pio X
- Papa Benedetto XV
- Papa Pio XII
- Cardinale Eugène Tisserant
- Cardinale Francis John Brennan